# Kosodrzewina

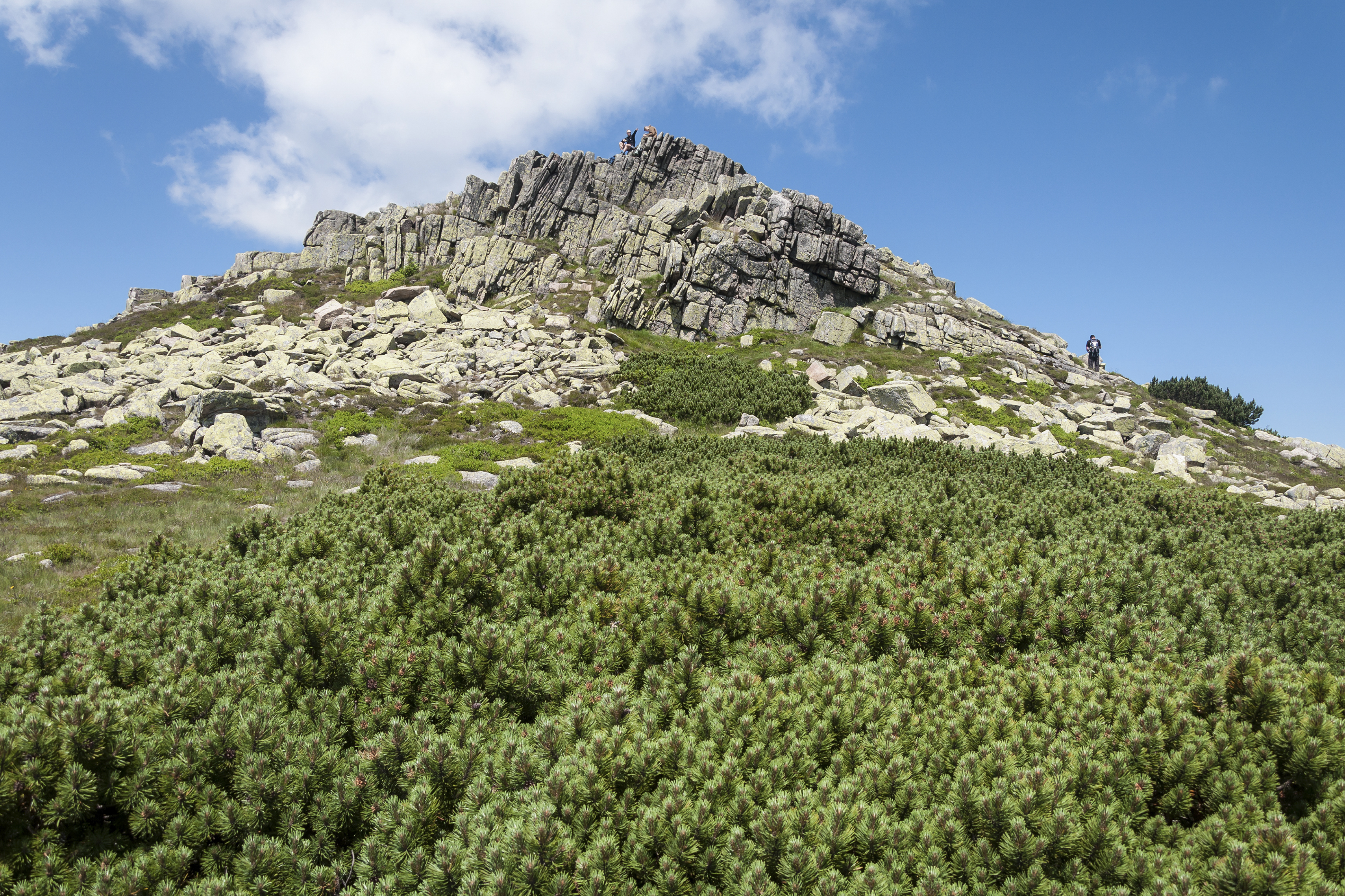
Kosodrzewina na zboczu Łabskiego Szczytu

Kosodrzewina, sosna górska, kosówka właściwa, kosodrzew (Pinus mugo Turra) – gatunek drzewa (lub krzewu) iglastego należący do rodzaju sosna (Pinus), rodziny sosnowatych (Pinaceae). Występuje w pasmach górskich Europy Środkowej i Południowej. W górach zachodniej Europy występuje sosna hakowata traktowana jako podgatunek kosodrzewiny P. mugo subsp. uncinata (Ramond) Domin lub odrębny gatunek P. uncinata Ramond ex De Candolle. Kosodrzewina jest gatunkiem dość zmiennym, o wielu odmianach uprawnych. W Polsce podlega ochronie. Odgrywa ważną rolę chroniąc glebę przed erozją i zapobiegając osuwaniu się ziemi oraz lawinom.

## Rozmieszczenie geograficzne
Występuje w pasmach górskich Europy Środkowej i Południowej, od centralnych Alp na wschód przez granicę szwajcarsko-austriacką do Karpat i na południowy wschód przez kraje byłej Jugosławii i Rumunię do gór Riła i Piryn w Bułgarii. Izolowane stanowiska znajdują się we włoskich Apeninach Środkowych i na zachód do francuskich Wogezów i Alp. Podgatunek uncinata występuje w górach Iberyjskich (Sierra de Gúdar, Sierra de Cebollera), Pirenejach, Masywie Centralnym i zachodnich Alpach, od Szwajcarii do zachodniej Austrii, spotykany aż do wschodnich Niemiec. Rośnie na wysokościach 1400–2500 m n.p.m., przy czym subsp. uncinata w zakresie 1000–2300 m. Tworzy własne piętro roślinności nazywane piętrem kosówki, zazwyczaj powyżej regla górnego, a poniżej piętra hal. Najniżej notowana w południowo-wschodnich Niemczech na wysokości 200 m n.p.m. i w południowej Polsce, gdzie na Hali Izerskiej rośnie na wysokości 840 m n.p.m. (najniżej położone naturalne stanowisko tego gatunku w kraju). Najwyższe stanowiska znajdują się na południowym krańcu zasięgu w górach Piryn w południowo-zachodniej Bułgarii, gdzie sięgają 2700 m n.p.m.
W Polsce rośnie dziko w Tatrach, Sudetach, Babiej Górze i Pilsku, niewielkie stanowiska kosodrzewiny znajdują się również na Policy, Romance, oraz na szczycie Czyrńca. Do lat 90. XX wieku reliktowe stanowisko kosodrzewiny znajdowało się w Beskidzie Niskim (rezerwat przyrody Kornuty).

## Morfologia
PokrójPrzeważnie krzew o masywnych gałęziach, które płożą się po ziemi, wznoszą ku górze lub wyrastają na boki. Pokrój zmienny, silnie zależny od podgatunku i siedliska. U starszych drzew korona luźna.
PieńNiski, płożący, o wysokości do 3,5 m. Kora ciemnoszara, lekko spękana, nie łuszczy się. Pędy nagie, młode zielone, następnie drewnieją przybierając barwę brązową.
LiścieSzpilki wyrastają po 2 z krótkopędu, mają długość 3–8 cm i ciemnozielony kolor z połyskiem. Są krótsze i grubsze niż u sosny zwyczajnej, sztywne. Ułożone są gęsto wokół całego obwodu pędu.
SzyszkiMęskie kwiatostany cylindryczne, długości 10 mm, żółto-czerwone. Szyszki żeńskie początkowo żółto-zielone do purpurowych. Osadzone pojedynczo lub po 2–3 koło siebie, siedzące. Dojrzała szyszka ma średnio 5 cm długości i 2,5 cm szerokości. Tarczki szyszek z wyrostkiem, często zakończonym cienkim kolcem, czarno obrzeżone. Młode szyszki pokryte niebieskawym lub fioletowym nalotem, dojrzałe brązowieją. Nasiona czarne, długości 4 mm, z 7–12 mm skrzydełkiem.
Gatunki podobneSosna zwyczajna.

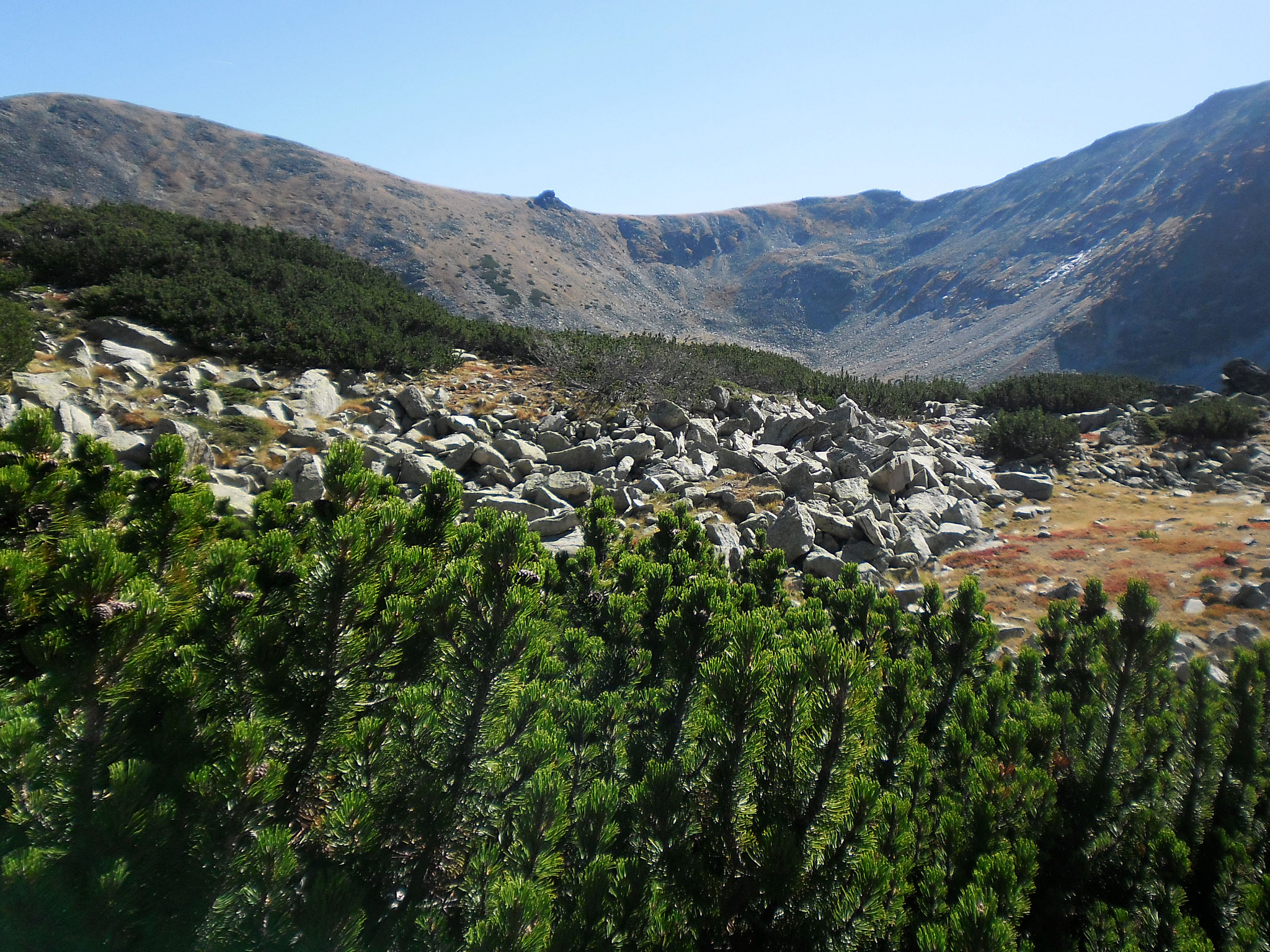
Pokrój typowej kosodrzewiny
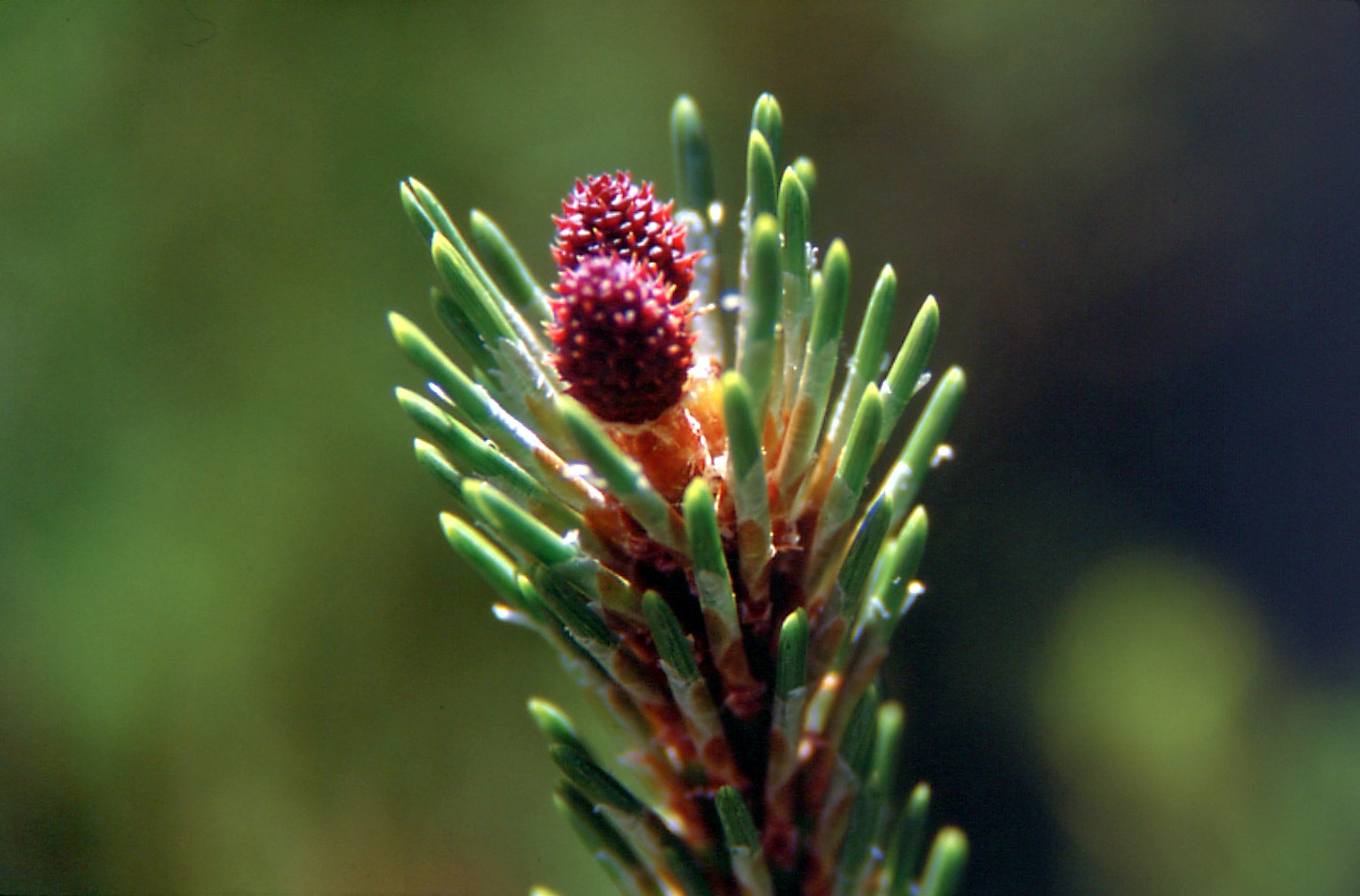
Młody pęd z szyszeczkowatymi kwiatami żeńskimi
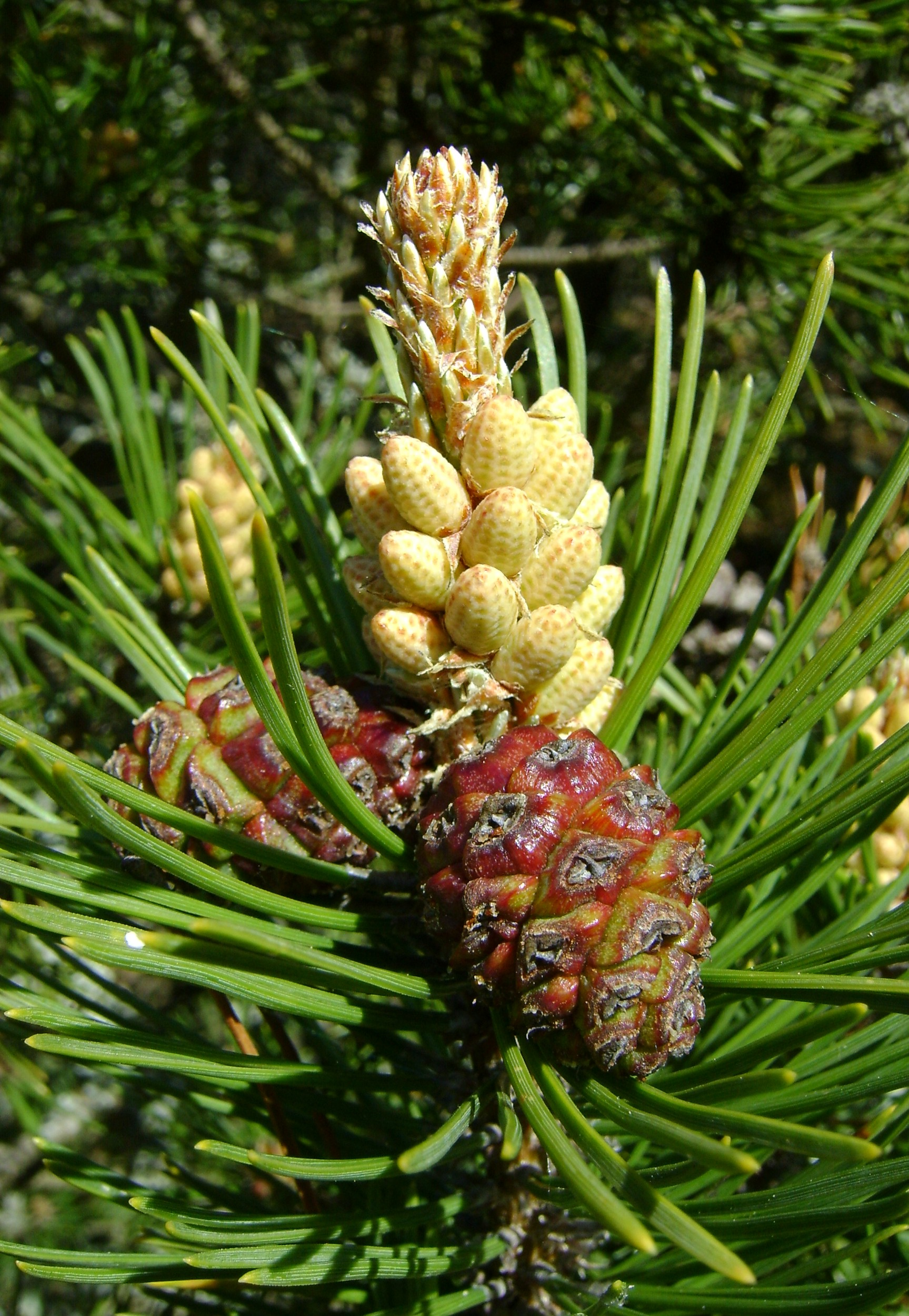
Kwiatostany męskie i niedojrzałe szyszki nasienne
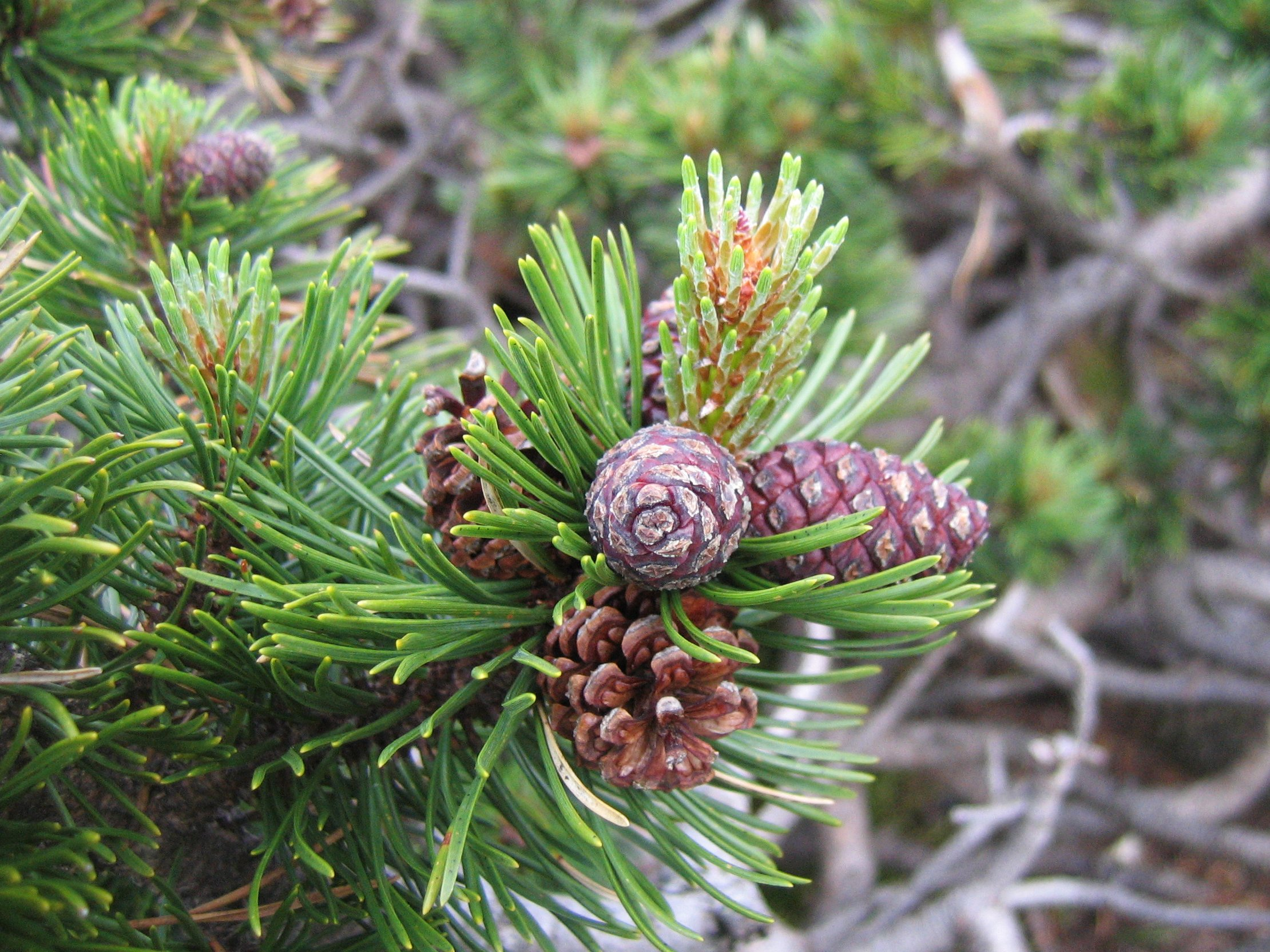
Szyszki nasienne, Tatry

## Biologia i ekologia

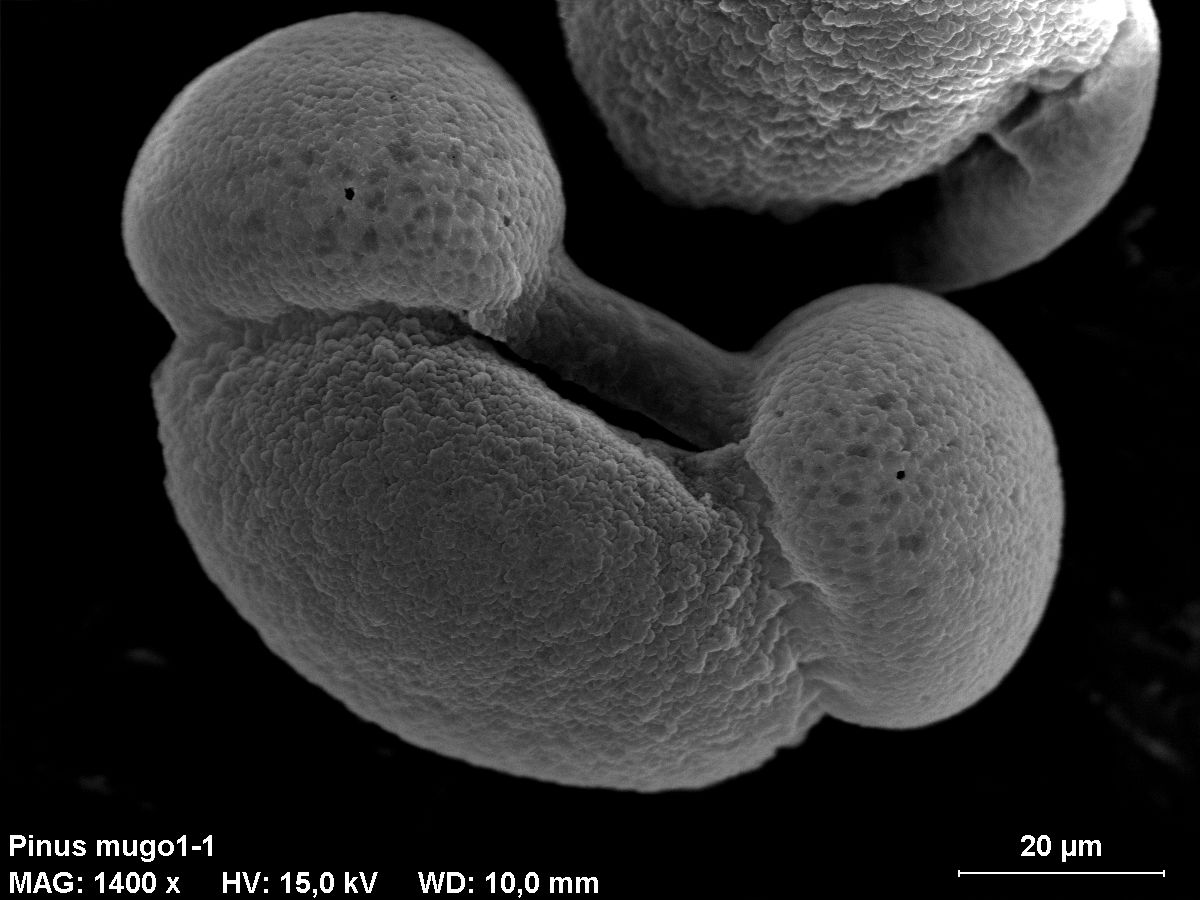
Pyłek kosodrzewiny (zdjęcie z mikroskopu elektronowego)

Liście pozostają na drzewie średnio 4–9, skrajnie 2–10(15) lat. Roślina przeważnie jednopienna, rzadko dwupienna. Pylenie następuje od maja do lipca, pyłek jest roznoszony przez wiatr (anemogamia). Szyszki nasienne dojrzewają we wrześniu-październiku 15–17 miesięcy od zapylenia i otwierają od razu lub, jeśli są pokryte śniegiem, kolejnej wiosny. Nasiona rozsiewane są przez wiatr. Szyszki opadają wkrótce po uwolnieniu nasion lub w rok do dwóch lat później. Rozmnaża się również przez pokładające i zakorzeniające się gałęzie.

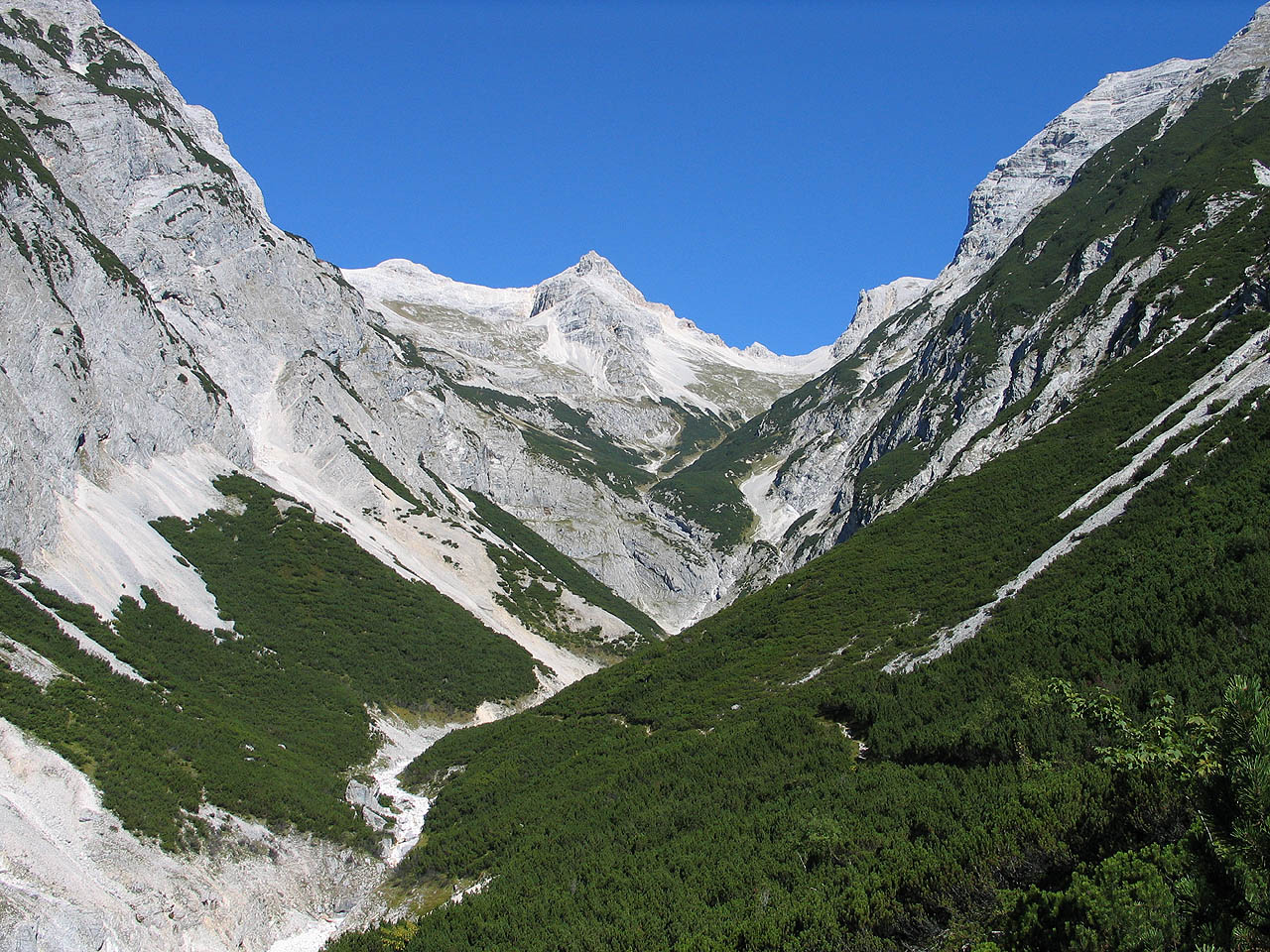
Siedlisko (Austria, Tyrol, góry Karwendel)

Siedliskiem są zbocza, skalne grzędy, złomowiska skalne i urwiska, a także torfowiska wysokie. Powyżej górnej linii lasu tworzy zwartą formację zwaną piętrem kosodrzewiny lub kosówką. W niższych partiach występuje na stanowiskach naturalnych jedynie wzdłuż jałowych urwisk. Ma bardzo małe wymagania glebowe, zajmuje skrajne siedliska – gleby kwaśne i zasadowe, suche i mokre, płytkie jak i głębokie. Preferuje stanowiska nasłonecznione. Odporna na mrozy.
W klasyfikacji zbiorowisk roślinnych gatunek charakterystyczny dla DSAll. Rhododendro-Vaccinienion, podgatunek ssp. rotundata dla Ass. Pino mugo-Sphagnetum.
Liczba chromosomów 2n= 24.

## Systematyka i zmienność
Pozycja gatunku w obrębie rodzaju Pinus:
- podrodzaj Pinus
  - sekcja Pinus
    - podsekcja Pinus
      - gatunek P. mugo

Gatunek jest dwojako ujmowany – szeroko jako Pinus mugo sensu lato – zmienny gatunek obejmujący trzy podgatunki: P. mugo subsp. mugo, subsp. uncinata i subsp. rotundata, ewentualnie wąsko jako Pinus mugo sensu stricto, co odpowiada pierwszemu z wymienionych podgatunków, podczas gdy dwa pozostałe podnoszone są do rangi osobnych gatunków jako odpowiednio P. uncinata i P. rotundata. W szerokim ujęciu określany bywa „kompleksem Pinus mugo”, którego duża zmienność bywa powodem wyróżniania poza ww. taksonami także licznych odmian i form w łącznej liczbie sięgającej stu. Wiele z tych taksonów ma pochodzenie mieszańcowe i ich identyfikacja jest problematyczna.
Podział na podgatunki:
- P. mugo subsp. mugo (syn. P. pumilio Haenke, P. montana Miller, P. mughus Scopoli, P. mugo var. pumilio (Haenke) Zenari) – kosodrzewina typowa.
- sosna hakowata (P. mugo subsp. uncinata (Ramond) Domin 1935, syn. P. uncinata Ramond ex De Candolle 1805, P. mugo var. rostrata (Antoine) Hoopes) – podgatunek kosodrzewiny lub osobny gatunek blisko z nią spokrewniony. Występuje w Pirenejach, zachodnich Alpach na wysokościach 1000–2300 m. Drzewo osiąga 12–20 m.
- sosna błotna (P. mugo nothosubsp. rotundata (Link) Janchen & Neumayer 1942, P. × rotundata) – mieszaniec podgatunków mugo i uncinata[15]. Czasem traktowana jako osobny gatunek P. rotundata Link lub (głównie w starszych pracach europejskich) jako P. uliginosa G. E. Neumann ex Wimmer. Inne używane synonimy: P. humilis Link, P. pseudopumilio (Willk.) Bech, P. obliqua Sauter.

Kosodrzewina krzyżuje się z sosną zwyczajną (dając mieszańca – sosnę drzewokosą Pinus x rhaetica Brūgger), a także, rzadziej, z sosną czarną (P. nigra) oraz sosną bośniacką (P. heldreichii).

### Odmiany uprawne
Niektóre kultywary ogrodowe:

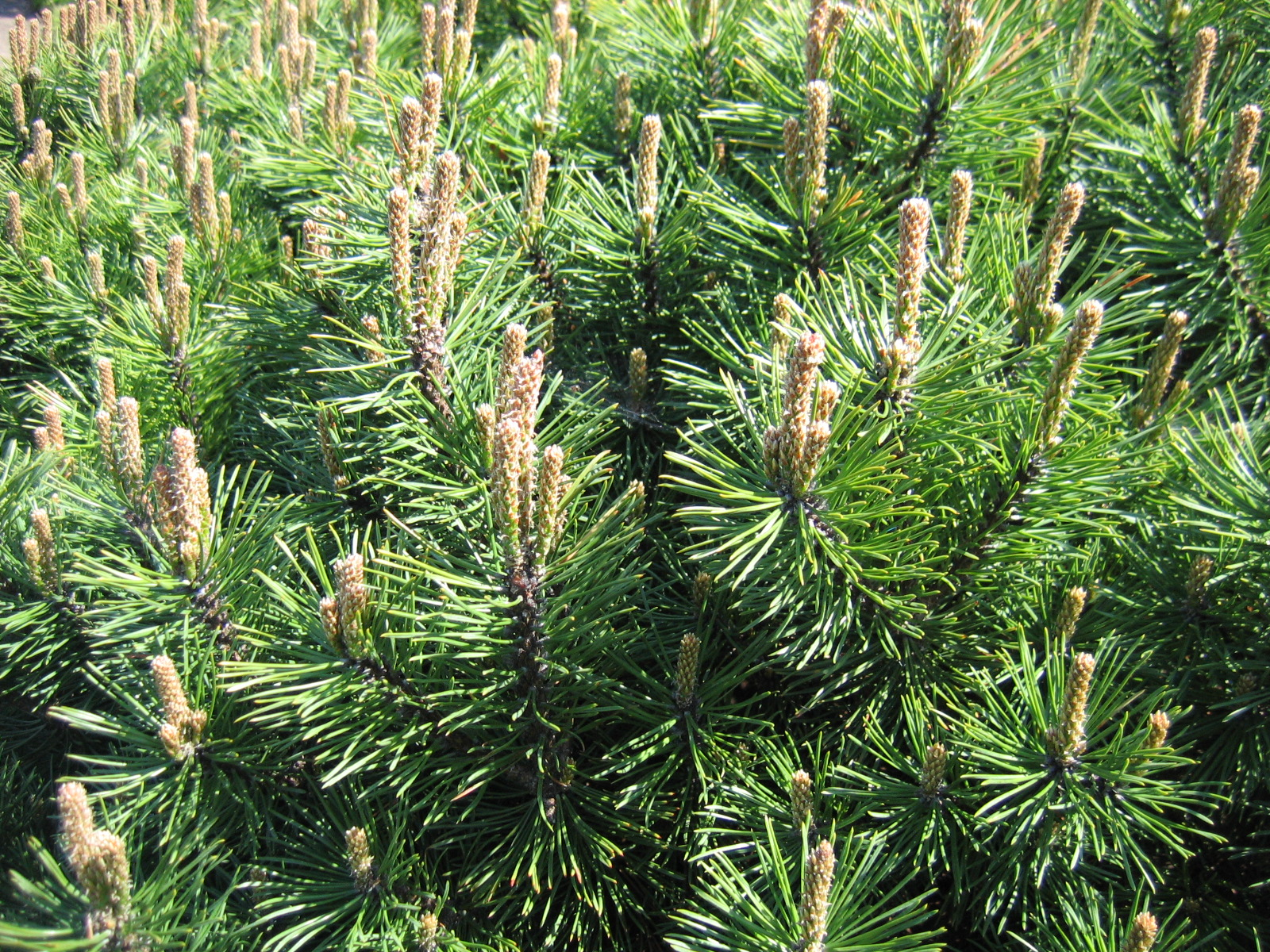
Kultywar 'Gnom'

- 'Allgäu' – odmiana o gęstym i regularnym pokroju.
- 'Almhütte' – odmiana bardzo wolno rosnąca.
- 'Beniamin' – krzewy bardzo zwarte o półkolistej formie.
- 'Carstens Wintergold' – odmiana przebarwiająca się jesienią na żółto.
- 'Etschtal' – bardzo wolno rosnąca odmiana, 10-letnia roślina ma 10 cm szerokości i wysokości.
- 'Fischleinboden' – pochodząca z Włoch odmiana wyhodowana z „czarciej miotły”.
- 'Fritsche' – odmiana pochodząca z Czech.
- 'Frühlingsgold' – odmiana o szybszym wzroście i złotych przyrostach wiosną.
- 'Gnom' – odmiana o kopulastej formie i jasnych igłach.
- 'Honeycomb' – bardzo wolny wzrost, odmiana kulista.
- 'Humpy' – o bardzo wolnym wzroście, kulista forma.
- 'Kobold' – wolno rosnąca odmiana o grubych pędach.
- 'Laurin' – jedna z najczęściej spotykanych odmian tego gatunku.
- 'Mops' – odmiana rosnąca bardzo wolno i gęsto, z czasem przyjmuje formę spłaszczonej półkuli.
- 'Northern Light' – odmiana o bardzo jasnych przyrostach na wiosnę.

## Zagrożenia i ochrona
W latach 1957–2014 gatunek był objęty w Polsce ścisłą ochroną na mocy rozporządzeń ministrów odpowiednich resortów. Od 2014 roku podlega ochronie częściowej. Dawniej kosodrzewina była masowo wypalana i wycinana, aby przygotować tereny pod wypas. Obecnie gatunek nie jest zagrożony. Większość jej stanowisk w Polsce jest chroniona w górskich parkach narodowych.
Kosodrzewina jest objęta ochroną prawną w Chorwacji.
Roślina umieszczona przez Międzynarodową Unię Ochrony Przyrody (IUCN) w Czerwonej księdze gatunków zagrożonych w grupie gatunków niższego ryzyka (kategoria zagrożenia: LC).

## Zastosowanie

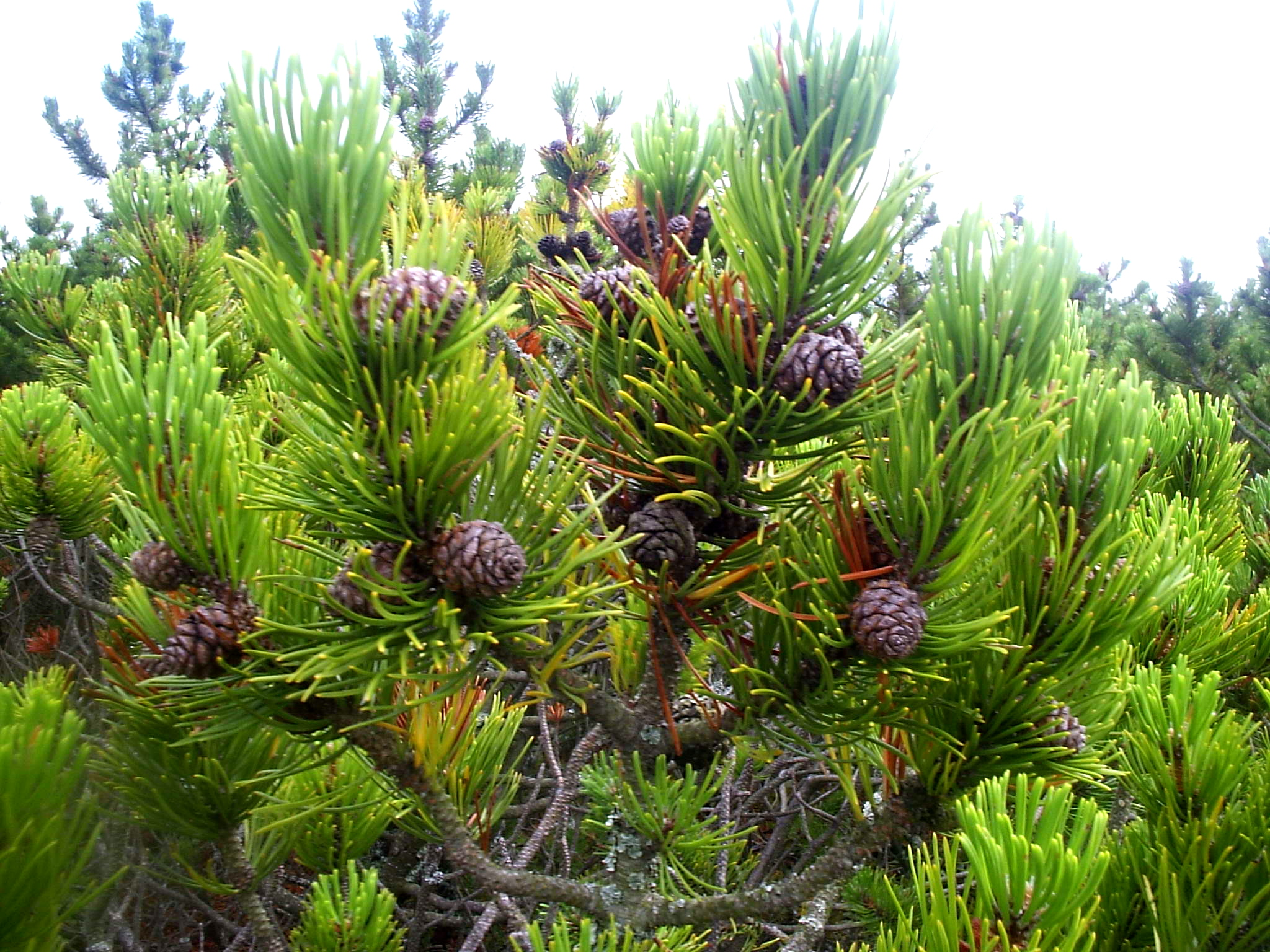
Kosodrzewina jest sadzona poza swoim zasięgiem na nadmorskich wydmach

- Wykorzystywana jest do zalesiania obszarów wydm, w tym nadmorskich, umacniania zboczy nasypów. Dobrze toleruje piaszczyste gleby, także zasypywanie pędów przez piasek.
- Zarówno w środowisku naturalnym jak i w miejscach, gdzie została sztucznie nasadzona kosodrzewina odgrywa ważną rolę chroniąc glebę przed erozją i zapobiegając osuwaniu się ziemi oraz lawinom.
- Chętnie sadzona jest w ogródkach w celach dekoracyjnych, np. do formowania żywopłotów. Łatwo rozmnaża się z nasion.
- Igły są źródłem olejku, w Bułgarii stosowane także jako składnik herbaty ziołowej.